# Leegebruch

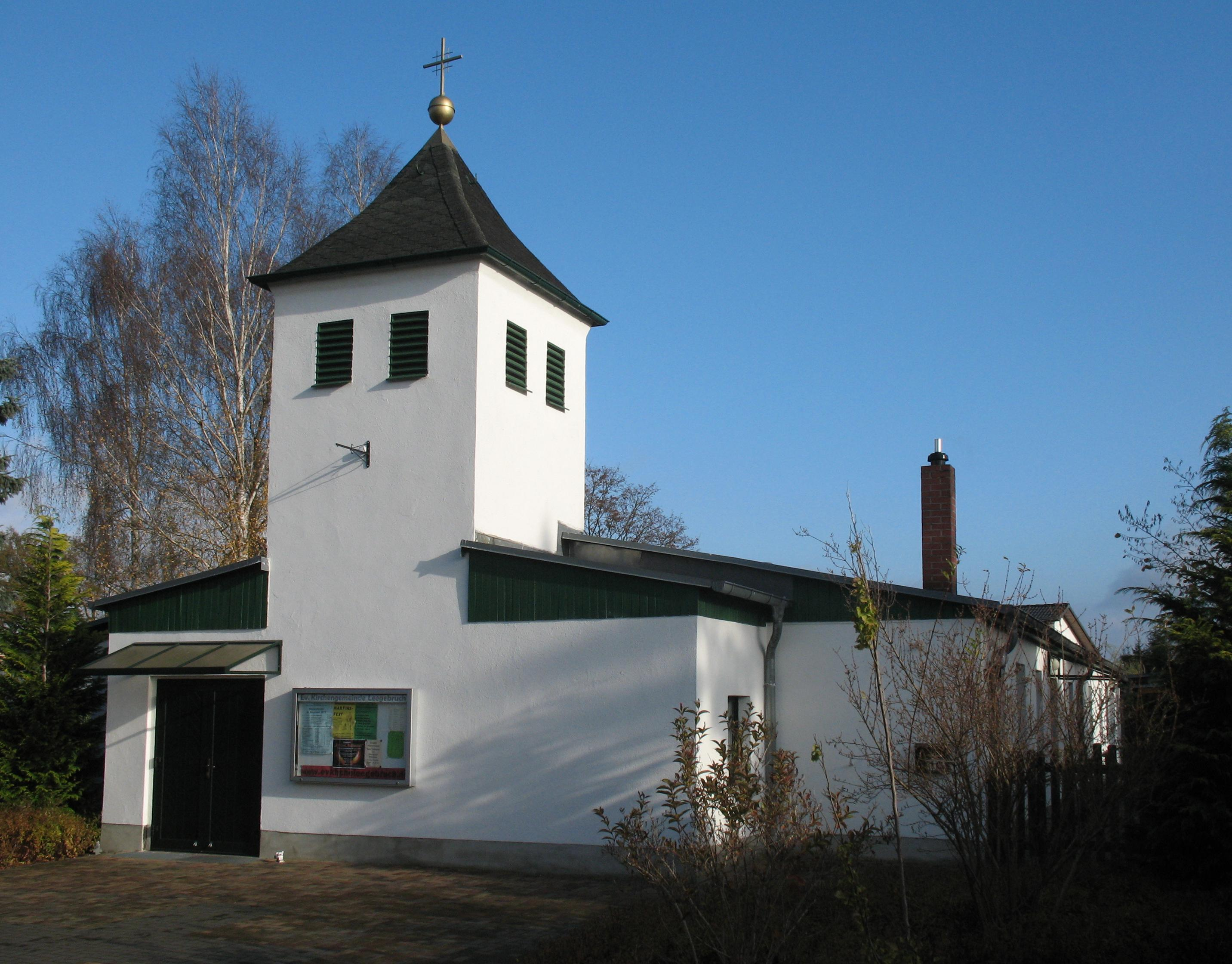
Chiesa

Leegebruch è un comune di 6 940 abitanti del Brandeburgo, in Germania.
Appartiene al circondario (Landkreis) dell'Oberhavel (targa OHV).

## Società

### Evoluzione demografica
- Sviluppo della popolazione dal 1875 entro gli attuali confini (Linea Blu: Popolazione; Linea puntata: Confronto dello sviluppo della popolazione dello stato del Brandenburgo; Sfondo grigio: Ai tempi del governo nazista; Sfondo rosso: Al tempo del governo comunista)
- Sviluppo recente della popolazione (Linea blu) e previsioni

| Anno | Abitanti |
| ---- | -------- |
| 1875 | 54       |
| 1890 | 100      |
| 1910 | 150      |
| 1925 | 222      |
| 1933 | 350      |
| 1939 | 5 074    |
| 1946 | 5 554    |
| 1950 | 5 871    |
| 1964 | 5 387    |
| 1971 | 5 133    |
| 1981 | 4 524    |

| Anno | Abitanti |
| ---- | -------- |
| 1985 | 4 458    |
| 1989 | 4 253    |
| 1990 | 4 180    |
| 1991 | 4 076    |
| 1992 | 4 052    |
| 1993 | 4 163    |
| 1994 | 4 708    |
| 1995 | 5 144    |
| 1996 | 5 538    |
| 1997 | 5 771    |

| Anno | Abitanti |
| ---- | -------- |
| 1998 | 6 113    |
| 1999 | 6 221    |
| 2000 | 6 338    |
| 2001 | 6 440    |
| 2002 | 6 499    |
| 2003 | 6 521    |
| 2004 | 6 615    |
| 2005 | 6 671    |
| 2006 | 6 695    |
| 2007 | 6 680    |

| Anno | Abitanti |
| ---- | -------- |
| 2008 | 6 701    |
| 2009 | 6 653    |
| 2010 | 6 622    |
| 2011 | 6 599    |
| 2012 | 6 615    |
| 2013 | 6 573    |
| 2014 | 6 567    |
| 2015 | 6 678    |
| 2016 | 6 755    |
| 2017 | 6 785    |

| Anno | Abitanti |
| ---- | -------- |
| 2018 | 6 870    |
| 2019 | 6 920    |
| 2020 | 6 957    |

Fonti dei dati sono nel dettaglio nelle Wikimedia Commons..

## Amministrazione

### Gemellaggi
- Lengerich, dal 1995
- Warta
- Wapakoneta